# برالفينيلا أليفة الكبريت
البرالفينيلا أليفة الكبريت (الاسم العلمي:Paralvinella sulfincola) هي نوع من الحيوانات يتبع جنس البرالفينيلا من فصيلة ألفينيلية. هذا النوع من الدود ينمو على فتحات المياه الساخنة تحت البحر, وهو ينمو في المياه الأكثر سخونة، ويزدهر في درجات الحرارة التي من شأنها أن تقتل معظم الحيوانات الأخرى. هذه الخاصية تجعلها من أليفات الظروف القصوى (بالإنجليزية: Extremophile)‏، أو بشكل أكثر تحديدا هي أليفة الحرارة العالية (بالإنجليزية: hyperthermophile)‏.
قدراتها الفريدة من نوعها على تحمل رشقات الماء الساخن مثل ينابيع المياه الحارة من الفتحات الحرارية المائية تمكن هذه الديدان الساقية الشكل من أن تفترس البكتيريا التي لا يمكن الوصول إليها من قبل غيرها من الحيوانات. فمن الصعب أن تعرف بالضبط درجات الحرارة التي يمكن للديدان أن تتسامح معها حيث أن المياه من فتحات يخرج على درجات حرارة تتجاوز نقطة الغليان ولكن يبرد بسرعة في مياه البحر شديدة البرودة.
تقوم هذه الديدان ببناء أنابيب مصنوعة من المخاط وهي قادرة على الحركة بشكل كلي. مظهرها يشبه شجرة انخيل حمراء صغرى مع خياشيم حمراء.

## وصلات خارجية
- Photo gallery at NOAA Pacific Marine Environmental Laboratory